# Jamistość opuszki
Jamistość opuszki (łac. syringobulbia) – wada wrodzona rdzenia przedłużonego, mająca postać szczelinowatej jamki w obrębie dolnej części pnia mózgu. Obecność jamy może wiązać się z uszkodzeniem nerwów czaszkowych, dróg czuciowych lub dróg ruchowych. Przebieg jest często gwałtowny. Typowymi objawami są: rozszczepienne zaburzenie czucia na twarzy, zespół opuszkowy i oczopląs. Mogą współistnieć zaburzenia rozwojowe ośrodkowego układu nerwowego, głównie zespół Arnolda-Chiariego.